# Голубянка Фишера
Голубянка Фишера (Tongeia fischeri) — вид дневных бабочек из семейства Голубянки (Lycaenidae).

## Этимология
Фишер фон Вальдгейм, Григорий Иванович  (1771—1853) — натуралист, энтомолог и палеонтолог, основатель Московского общества испытателей природы, первый директор Зоологического Музея МГУ.

## Описание
Длина переднего крыла 9—13 мм. Крылья на верхней стороне у обоих полов сверху темно-бурого цвета. На нижней стороне на задних крыльях у основания короткого хвостика располагается 2—4 оранжевых субмаргинальных пятна, а в примыкающих к ним снаружи маргинальных пятнах заметны блестящие чешуйки.

## Ареал вида
Юго-восток европейской части России, Северный и Восточный Казахстан, юг Сибири, Дальний Восток, Китай, Корея, Япония.
В России обитает в степях и южных предгорьях Урала в Оренбургской области. Найден также в окрестностях города Елабуга в Татарстане.
Бабочки населяют каменистые горные степи, остепненные вершины предгорий и холмов с различными злаками и очитком (Sedum) или другими толстянковыми, каменисто-щебнистые склоны южных экспозиций.

## Биология
Вид развивается в двух поколениях за год. Время лёта бабочек в середине мая — июне (первое поколение) и в конце июля — августе (второе поколение). Бабочки часто садятся на прогретые камни и почву. Полет бабочек низкий. В жаркую погоду самцы часто скапливаются на влажных местах у основания скал. Самки откладывают яйца по одному — два на листья или соцветия кормового растения гусениц, которым является
горноколосник колючий (Orostachys spinosa). Гусеницы зеленого цвета с нечеткими красноватыми продольными полосками на спине и боках. Развиваются внутри розеток горноколосника, перед окукливанием обычно съедая их полностью. Зимуют куколки.